# Itrocolumbita-(Y)
La itrocolumbita-(Y) és un mineral de la classe dels òxids. Rep el nom per la seva composició química que conté itri, i per la seva similitud amb la columbita.

## Característiques
La itrocolumbita-(Y) és un òxid de fórmula química Y(U4+,Fe2+)Nb₂O₈. La seva duresa a l'escala de Mohs es troba entre 5 i 6.
Segons la classificació de Nickel-Strunz, la itrocolumbita-(Y) pertany a «04.DB - Metall:Oxigen = 1:2 i similars, amb cations de mida mitjana; cadenes que comparteixen costats d'octàedres» juntament amb els següents minerals: argutita, cassiterita, plattnerita, pirolusita, rútil, tripuhyita, tugarinovita, varlamoffita, byströmita, tapiolita-(Fe), tapiolita-(Mn), ordoñezita, akhtenskita, nsutita, paramontroseïta, ramsdel·lita, scrutinyita, ishikawaïta, ixiolita, samarskita-(Y), srilankita, calciosamarskita, samarskita-(Yb), ferberita, hübnerita, sanmartinita, krasnoselskita, heftetjernita, huanzalaïta, columbita-(Fe), tantalita-(Fe), columbita-(Mn), tantalita-(Mn), columbita-(Mg), qitianlingita, magnocolumbita, tantalita-(Mg), ferrowodginita, litiotantita, litiowodginita, titanowodginita, wodginita, ferrotitanowodginita, wolframowodginita, tivanita, carmichaelita, alumotantita i biehlita.

## Formació i jaciments
Ha estat descrita al complex alcalí d'Itatiaia, a l'estat de Rio de Janeiro (Brasil); a la vall de Malenco, a Valtellina, a la Lombardia italiana; al districte Marshall Pass, a Colorado (Estats Units); i a la també nord-americana pedrera Nathan Hall, a Connecticut.